# Quintigny
Quintigny és un municipi francès situat al departament del Jura i a la regió de Borgonya - Franc Comtat. L'any 2007 tenia 226 habitants.

## Demografia

### Població
El 2007 la població de fet de Quintigny era de 226 persones. Hi havia 82 famílies de les quals 16 eren unipersonals (4 homes vivint sols i 12 dones vivint soles), 21 parelles sense fills, 33 parelles amb fills i 12 famílies monoparentals amb fills.
La població ha evolucionat segons el següent gràfic:
Habitants censats

### Habitatges
El 2007 hi havia 96 habitatges, 87 eren l'habitatge principal de la família, 4 eren segones residències i 5 estaven desocupats. 95 eren cases i 1 era un apartament. Dels 87 habitatges principals, 79 estaven ocupats pels seus propietaris, 4 estaven llogats i ocupats pels llogaters i 4 estaven cedits a títol gratuït; 2 tenien dues cambres, 13 en tenien tres, 25 en tenien quatre i 47 en tenien cinc o més. 75 habitatges disposaven pel capbaix d'una plaça de pàrquing. A 27 habitatges hi havia un automòbil i a 52 n'hi havia dos o més.

### Piràmide de població
La piràmide de població per edats i sexe el 2009 era:
| Homes | Edats   | Dones |
| ----- | ------- | ----- |
| 0     | 95 o +  | 0     |
| 0     | 90 a 94 | 0     |
| 0     | 85 a 89 | 0     |
| 0     | 80 a 84 | 0     |
| 4     | 75 a 79 | 4     |
| 4     | 70 a 74 | 8     |
| 4     | 65 a 69 | 4     |
| 0     | 60 a 64 | 4     |
| 8     | 55 a 59 | 0     |
| 8     | 50 a 54 | 4     |
| 8     | 45 a 49 | 4     |
| 8     | 40 a 44 | 20    |
| 16    | 35 a 39 | 4     |
| 0     | 30 a 34 | 4     |
| 16    | 25 a 29 | 8     |
| 8     | 20 a 24 | 12    |
| 4     | 15 a 19 | 4     |
| 4     | 10 a 14 | 4     |
| 8     | 5 a 9   | 4     |
| 8     | 0 a 4   | 4     |

## Economia
El 2007 la població en edat de treballar era de 153 persones, 122 eren actives i 31 eren inactives. De les 122 persones actives 119 estaven ocupades (63 homes i 56 dones) i 3 estaven aturades (1 home i 2 dones). De les 31 persones inactives 9 estaven jubilades, 15 estaven estudiant i 7 estaven classificades com a «altres inactius».

### Ingressos
El 2009 a Quintigny hi havia 88 unitats fiscals que integraven 235 persones, la mediana anual d'ingressos fiscals per persona era de 17.703 €.

### Activitats econòmiques
Dels 6 establiments que hi havia el 2007, 3 eren d'empreses alimentàries, 1 d'una empresa de construcció, 1 d'una empresa immobiliària i 1 d'una empresa classificada com a «altres activitats de serveis».
L'únic servei als particulars que hi havia el 2009 era un guixaire pintor.
L'any 2000 a Quintigny hi havia 22 explotacions agrícoles que ocupaven un total de 195 hectàrees.

## Poblacions més properes
El següent diagrama mostra les poblacions més properes.